# Anthurium kamemotoanum
Anthurium kamemotoanum är en kallaväxtart som beskrevs av Thomas Bernard Croat. Anthurium kamemotoanum ingår i släktet Anthurium och familjen kallaväxter. Inga underarter finns listade.